# Carlos Condit
Carlos Joseph Condit, född 26 april 1984 i Albuquerque, är en amerikansk MMA-utövare som sedan 2009 tävlar i organisationen Ultimate Fighting Championship.